# Escut Blau Internacional
L'Escut Blau (en anglès The Blue Shield), abans Comitè Internacional de l'Escut Blau (en anglès International Committee of the Blue Shield), és una organització internacional fundada l'any 1996 per protegir el patrimoni cultural mundial d'amenaces com els conflictes armats i els desastres naturals. Originalment pensada com "l'equivalent cultural de la Creu Roja, el seu nom deriva del símbol de l'escut blau dissenyat per Jan Zachwatowicz, utilitzat per a significar llocs culturals protegits per la Convenció de la Haia de 1954 per a la protecció dels béns culturals en conflictes armats.
La declaració de la missió del Blue Shield es troba als seus estatuts. Es tracta d'una xarxa de comitès de persones dedicades a tot el món que està “compromesa amb la protecció dels béns culturals del món, i s'ocupa de la protecció del patrimoni cultural i natural, material i immaterial, en cas de conflicte armat, o un desastre provocat per l'home".
Blue shield és una organització col·laboradora estreta amb l'ONU, el manteniment de la pau de les Nacions Unides i la UNESCO i en cooperació amb el Comitè Internacional de la Creu Roja.

## Història
Després de la Segona Guerra Mundial, que va originar grans danys i robatori generalitzat del patrimoni cultural a tot Europa i Àsia, l'Organització de les Nacions Unides per a l'Educació, la Ciència i la Cultura (UNESCO) es va fundar el 1946 amb l'objectiu oficial de promoure la pau, el desenvolupament i el diàleg mitjançant intercanvi cultural i preservació. A instàncies dels Països Baixos, la UNESCO va ajudar a redactar i patrocinar la Convenció de la Haia per a la protecció dels béns culturals en cas de conflicte armat, el primer tractat internacional àmpliament ratificat que es va centrar exclusivament en la protecció dels béns culturals en els conflictes armats; va entrar en vigor el 7 d'agost de 1956, obligant els estats part a protegir els béns culturals tant en temps de pau com de guerra, inclosos els situats en nacions combatents.
El Comitè Internacional de l'Escut Blau (ICBS) va ser creat el 1996 per les quatre principals organitzacions no governamentals del patrimoni, que representen professionals actius en els camps dels arxius, biblioteques, monuments i llocs i museus, per millorar la protecció del patrimoni en conflicte:
- ICA: Consell Internacional d'Arxius
- ICOM: Consell Internacional de Museus
- ICOMOS: Consell Internacional de Monuments i Llocs
- IFLA: Federació Internacional d'Associacions i Institucions de Biblioteques

L'article 27.3 del Segon Protocol de la Convenció de l'Haia de 1954 (1999) esmenta explícitament el Comitè Internacional de l'Escut Blau com a òrgan assessor del Comitè per a la protecció dels béns culturals en cas de conflicte armat. Les quatre organitzacions van treballar conjuntament per preparar i donar resposta a situacions d'emergència que poguessin afectar el patrimoni cultural. El 2005 se'ls va incorporar el CCAAA (Consell Coordinador d'Associacions d'Arxius Audiovisuals), que més tard van abandonar el 2012. Els "quatre fundadors" van proporcionar una secretaria per a l'organització que rotava cada tres anys entre ells. Julien Anfruns va ser president del Comitè Internacional de l'Escut Blau (ICBS) entre 2009 i 2013.
L'any 2000, s'havien començat a formar comitès nacionals per protegir el patrimoni cultural dels seus països. L'any 2006 es va celebrar una conferència Towards Solid Organisation: Infrastructure and Awareness a l'Haia, als Països Baixos, a la qual van assistir els comitès nacionals i l'ICBS. En aquest esdeveniment, es va redactar l' Acord de l'Haia Arxivat 2021-12-01 a Wayback Machine., que va establir l' Associació de Comitès Nacionals de l'Escut Blau (ANCBS) per coordinar el treball dels comitès nacionals. L'ANCBS va néixer formalment el 2008: Karl von Habsburg va ser nomenat primer president. Durant aquest temps, va dur a terme una sèrie de missions d'investigació de fets a països en conflicte per aprendre més sobre els danys al seu patrimoni cultural.
Mentre que en moltes guerres la llibertat de moviment del personal de les Nacions Unides està significativament restringida per problemes de seguretat, Blue Shield es considera especialment adequat per la seva estructura per actuar de manera flexible i autònoma en conflictes armats realment perillosos. Joris Kila, historiador de l'art de Blue Shield i del "Centre de competència per al patrimoni cultural" de la Universitat de Viena, ho resumeix així: "La Unesco i altres institucions consideren massa perillós inspeccionar els mateixos llocs de Líbia, tant si estan danyats o no. Així que Karl von Habsburg i jo vam decidir que ho havíem de fer nosaltres mateixos. Estàvem a Ras-Almergib, un lloc just al costat de Leptis Magna, on es va destruir una estació de radar i defensa aèria de les tropes Gaddafi, a menys de 15 metres d'un fort romà que va romandre intacte. El lloc antic estava a la nostra llista".

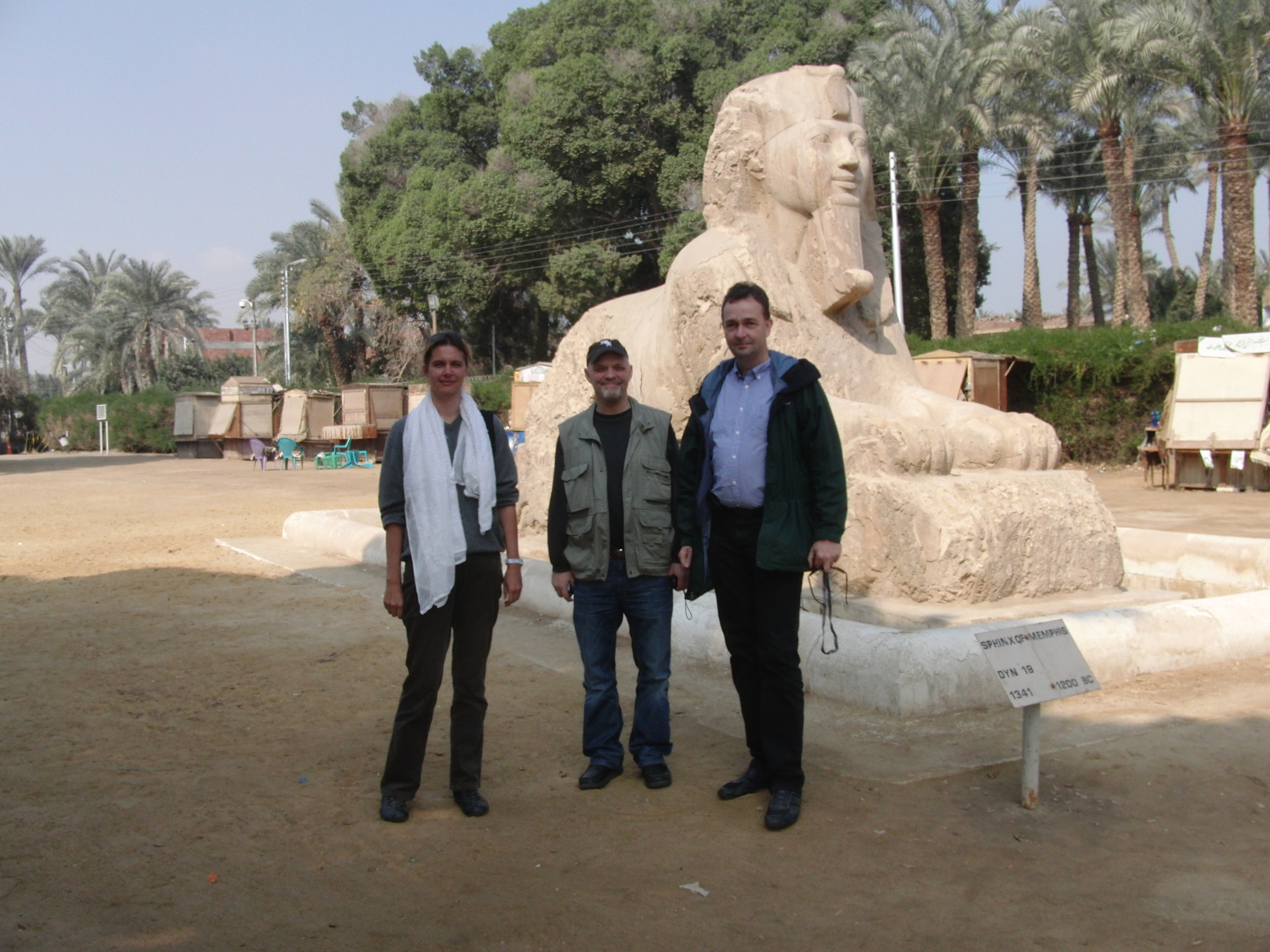
Missió de recerca de fets ANCBS Egipte, 2011. Karl von Habsburg és a la dreta
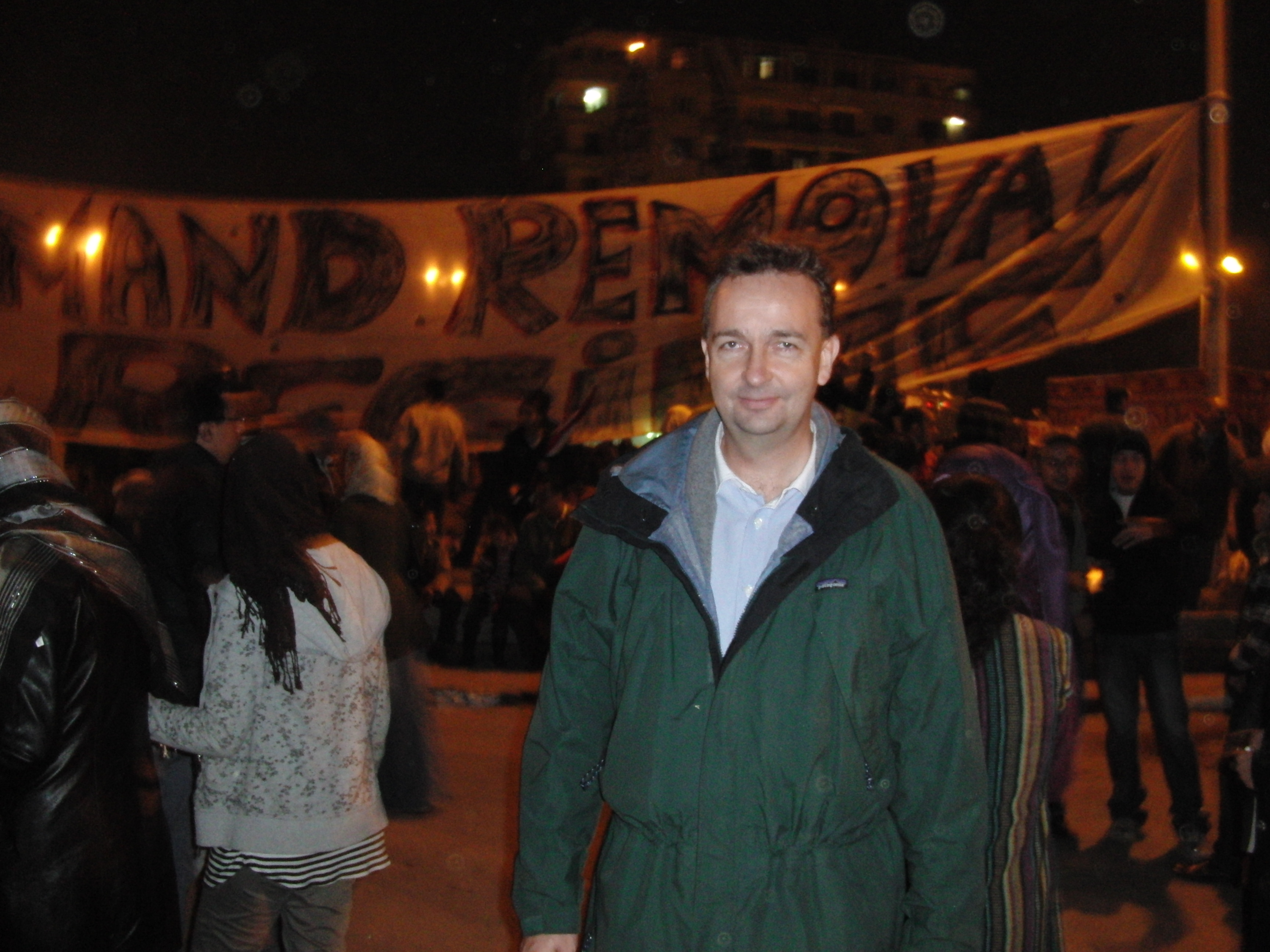
Missió de recerca de fets d'ANCBS a Egipte, 2011 - Karl von Habsburg
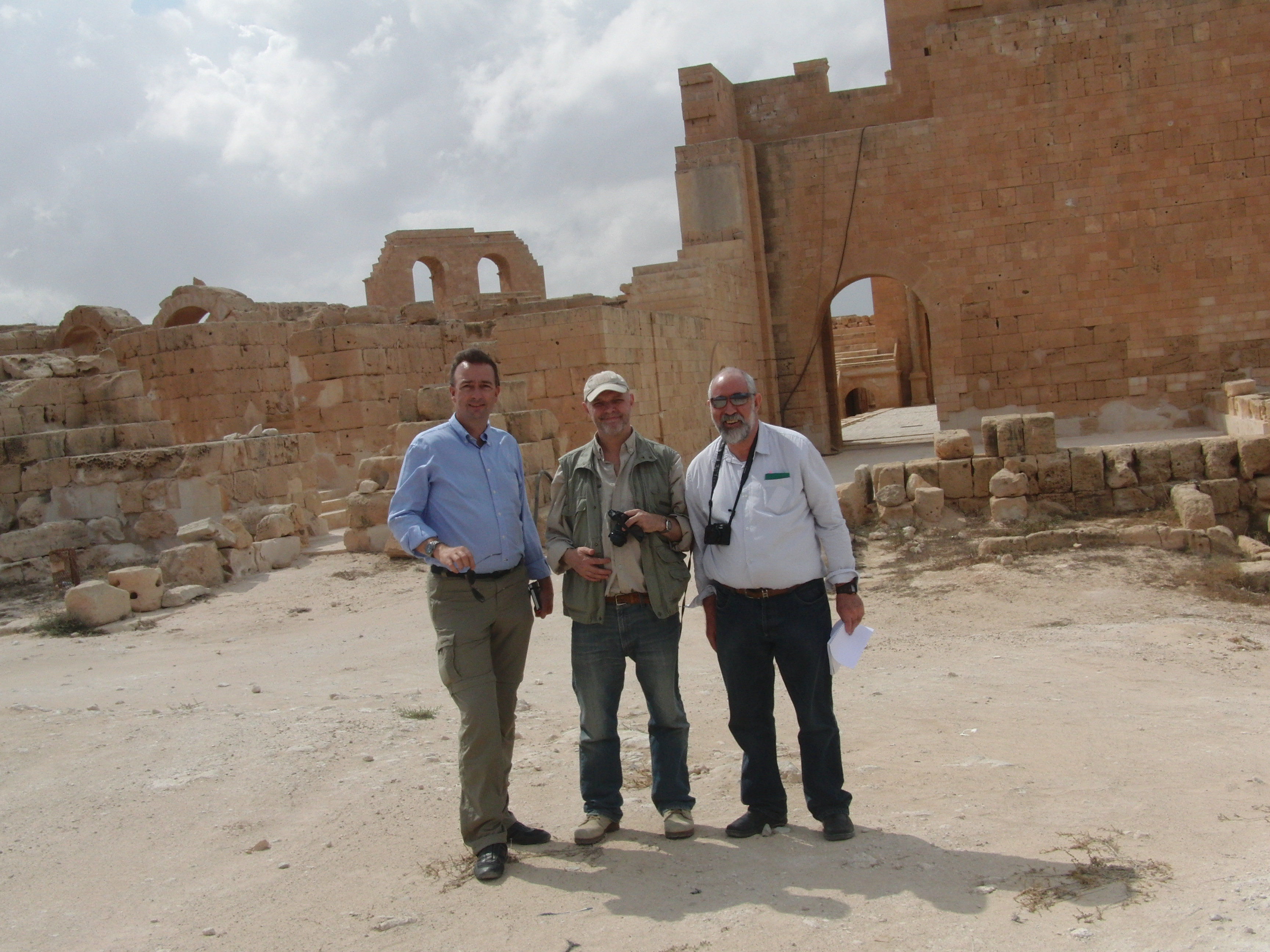
Blue Shield First Assessment Mission to Líbia, del 28 al 30 de setembre de 2011. Karl von Habsburg és a l'esquerra i Hafed Walda a la dreta.

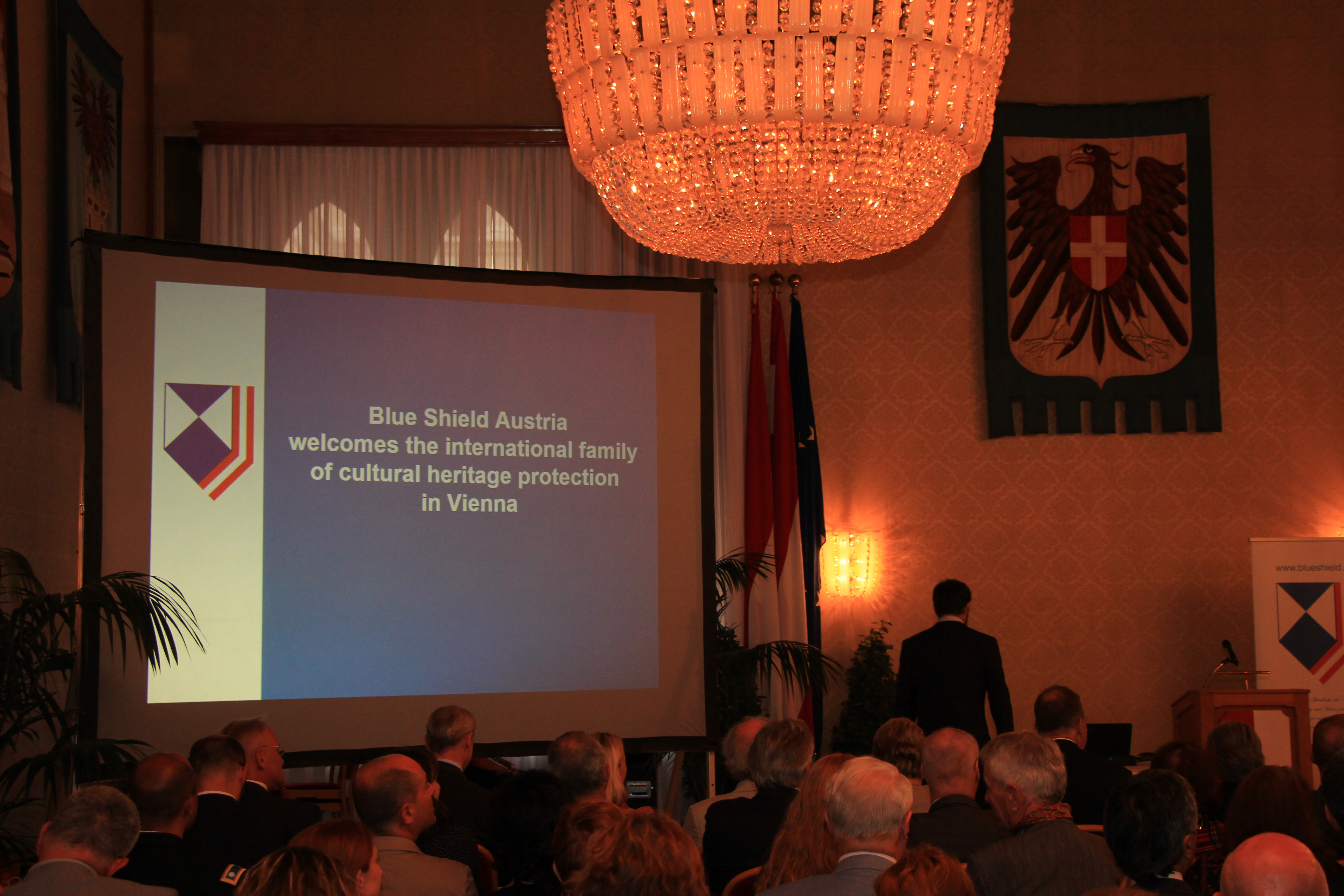
Presentació del Comitè Austríac de l'Escut Blau a l'Assemblea General de setembre de 2017 al Rathaus de Viena.

Pel que fa a la protecció dels béns culturals, hi ha, per tant, una intensa cooperació entre Blue Shield, les Nacions Unides i la UNESCO. La cooperació entre la UNESCO i Blue Shield International s'ha de reforçar encara més, segons l'aleshores directora general de la UNESCO, Irina Bokova "la UNESCO i Blue Shield International comparteixen un objectiu comú" i "busquem protegir els béns culturals i, per extensió, el llegat cultural de la humanitat", va dir Bokova l'octubre de 2017 en una conferència de Blue Shield International.
El 2016, l'ICBS i l'ANCBS es van fusionar per convertir-se simplement en "The Blue Shield", modificant els estatuts de l'ANCBS per reflectir aquests canvis i registrar el Blue Shield com a associació als Països Baixos. Aquests estatuts van ser aprovats formalment per l'Assemblea General de l'Escut Blau (2017) a Viena.
La preservació de la llengua també és protecció del patrimoni cultural, com va afirmar l'antic president Habsburg. "Avui, de mitjana, perdem una llengua al món cada sis setmanes. Hi ha aproximadament 6800 idiomes. Però el quatre per cent de la població parla el 96 % de les llengües, i el 96 % de la població parla el quatre per cent de les llengües. Aquest quatre per cent són parlats per grans grups lingüístics i, per tant, no corren cap risc. Però el 96 % de les llengües que coneixem estan més o menys en risc. Els has de tractar com a espècies extingides".
Una preocupació especial de Blue Shield International és la protecció del patrimoni cultural durant les operacions de pau militars. 40 conferenciants i participants d'Amèrica, Dinamarca, Líban, Itàlia, Croàcia, Eslovàquia i Àustria van tenir l'oportunitat al "Blue Helmet Forum 2019" de tractar el tema. També es van discutir les experiències de l'exèrcit dels EUA, l'experiència operativa a l'Iraq i l'Afganistan i l'establiment d'una unitat de propietat cultural italiana separada. Karl von Habsburg va parlar de la necessitat de protegir els béns culturals no només durant i després dels conflictes, sinó també fora dels conflictes armats.
L'any 2020, Blue Shield International i les forces de manteniment de la pau de l'ONU al Líban, en col·laboració amb les forces armades libaneses, van completar un projecte d'un mes per assegurar i protegir els béns culturals danyats després de les explosions del 4 d'agost a Beirut.

## Composició

L'escut blau és un símbol protector que s'utilitza en conflictes armats per identificar els béns culturals a protegir en cas de conflicte armat i els responsables de protegir-los: el seu ús està restringit pel dret internacional. El Conveni de l'Haia de 1954 per a la protecció dels béns culturals en cas de conflicte armat descriu el logotip i estableix les condicions per al seu ús.

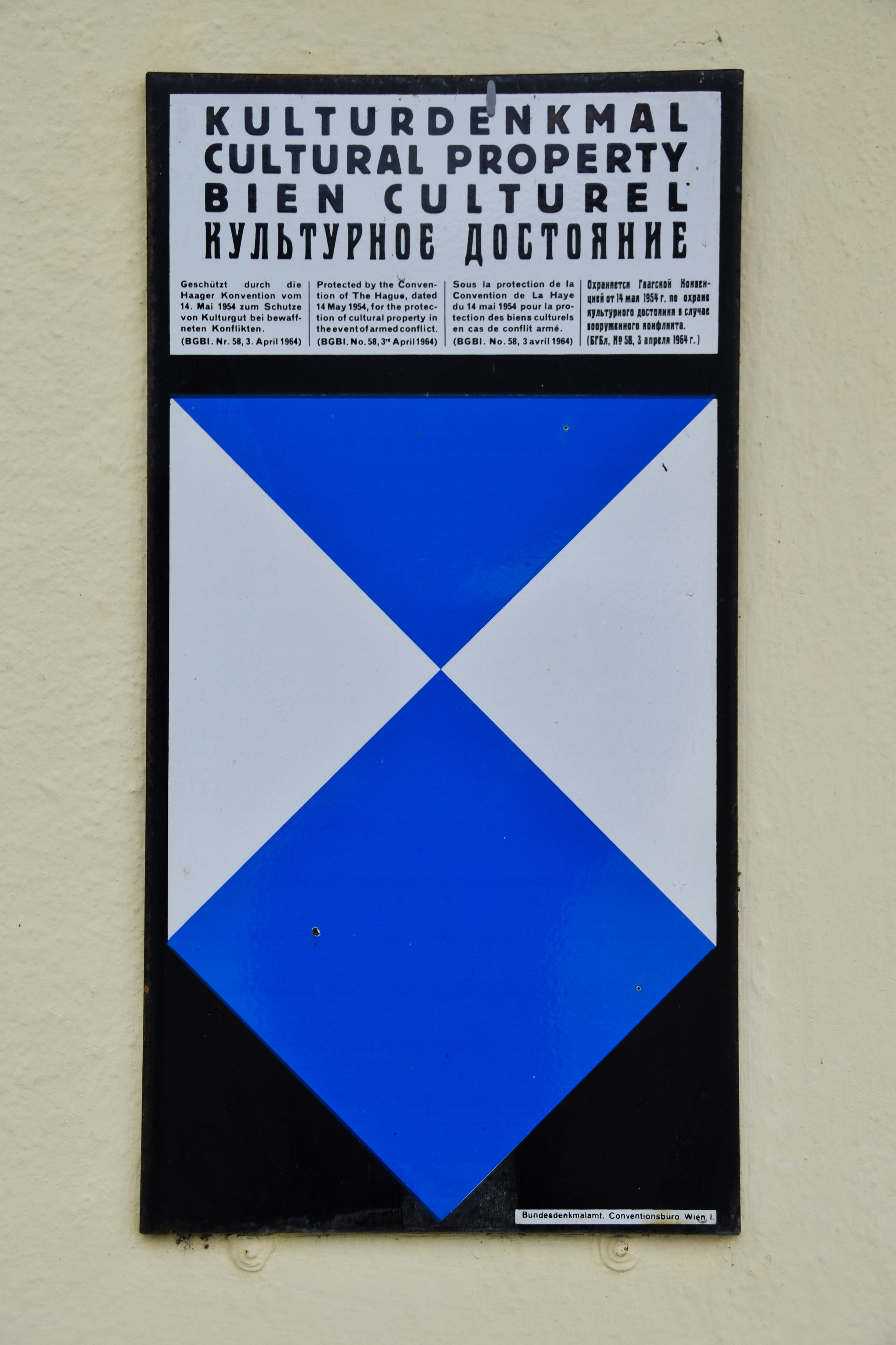
L'escut blau muntat a l'exterior d'un edifici a Àustria

El Blue Shield està format per comitès nacionals d'arreu del món, coordinats per una Junta Internacional - Blue Shield International (BSI). BSI manté una llista de comitès nacionals al seu lloc web.
La Junta de BSI està formada per nou persones. Hi ha quatre representants nominats de l'ICA, l'ICOM, l'ICOMOS i la IFLA. L'Assemblea General també vota quatre membres que s'han presentat a les eleccions dels comitès nacionals. Cada tres anys es nomena una nova junta a l'Assemblea General. Karl von Habsburg va ser nomenat primer president de l'Escut Blau a l'Assemblea General de 2017; i Peter Stone va ser nomenat vicepresident. El 2020, Habsburg va renunciar, havent presidit l'organització des del 2008 (inicialment com a president de l'ANCBS). Va ser substituït per Stone a l'Assemblea General d'agost de 2020.
En suport del treball de Peter Stone en la protecció de béns culturals, la Universitat de Newcastle va finançar el primer secretariat a temps complet de l'organització el 2017, format per un membre del personal a temps complet - la doctora Emma Cunliffe i un membre a temps parcial - el doctor Paul Fox va deixar el càrrec el desembre de 2019, i va ser substituït pel doctor Michael Delacruz.

## Missió i àrees d'activitat

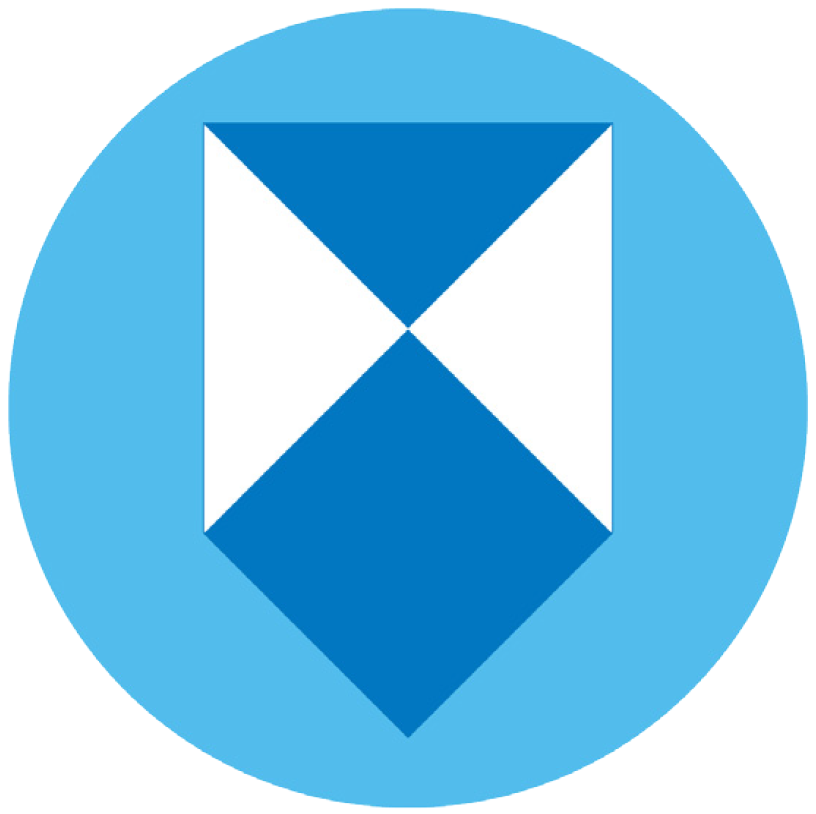
Logotip de l'ANCBS

Blue Shield és una xarxa de comitès de persones dedicades a tot el món que es:
compromet amb la protecció dels béns culturals del món, i s'ocupa de la protecció del patrimoni cultural i natural, material i immaterial, en cas de conflicte armat, desastre natural o provocat per l'home.
Els objectius clau de l'Escut Blau s'estableixen a l'article 2 dels Estatuts de l'Escut Blau de 2016:
- protegir el patrimoni cultural i natural –material i immaterial– dels efectes dels conflictes i dels desastres ambientals;
- promoure la ratificació, el respecte i l'aplicació del Conveni de l'Haia de 1954 i els seus dos protocols;
- sensibilitzar sobre la importància de protegir el patrimoni en situacions d'emergència;
- promoure i oferir una formació rellevant (a professionals del patrimoni, les forces armades, altres agents d'emergència i els implicats en la prevenció del tràfic il·lícit d'objectes saquejats);
- promoure el compromís i la participació de la comunitat amb la protecció dels béns culturals (PC);
- fomentar la cooperació amb i entre altres entitats rellevants implicades en situacions d'emergència.

El treball de l'Escut Blau està recolzat pel dret internacional, en particular, la Convenció de l'Haia de 1954 sobre la protecció dels béns culturals en cas de conflicte armat i els seus dos protocols de 1954 i 1999, que es considera part del Dret Internacional Humanitari (DIH). El DIH, també conegut com a Dret de la Guerra o Dret dels Conflictes Armats, és un conjunt de normes que pretenen, per raons humanitàries, limitar els efectes dels conflictes armats sobre les persones i els béns. Aquest context principal també està informat per una sèrie d'altres instruments legals internacionals, per l'agenda internacional de protecció cultural establerta per l'⁣ONU i la UNESCO, i per iniciatives internacionals sobre desastres ambientals com el Marc de Sendai per a la reducció del risc de desastres. Tot i que la Convenció de la Haia de 1954 i els seus dos Protocols es refereixen a la propietat cultural, reconeixent els desenvolupaments en la nostra comprensió de la cultura a tot el món i les diferents maneres en què es manifesta, l'Escut Blau tracta el concepte més ampli de patrimoni cultural.
La missió i els objectius de Blue Shield es compleixen a través de sis àrees d'activitat proactives. Pel que fa a la protecció de béns culturals (CPP) en cas de conflicte armat i catàstrofes naturals/d'origen humà, l'Escut Blau treballa en les àrees de:
- Protecció proactiva i preparació al risc;
- Resposta d'emergència;
- Estabilització, recuperació després d'un desastre i activitats de suport a llarg termini/continuades;
- Compliment legal, política i la seva implementació;
- Activitats de creació de capacitat, i educació i formació en suport a les àrees d'activitat de l'Escut Blau;
- Coordinació: dels membres de Blue Shield i amb les organitzacions associades.

Blue Shield realitza aquestes àrees d'activitat en els següents contextos nacionals i internacionals:
- Contribuir al desenvolupament i lliurament de plans i accions per a la planificació proactiva, resposta a emergències, estabilització, recuperació després d'un desastre i activitats de suport a llarg termini/continues en l'àmbit nacional i internacional, coordinant el suport als comitès nacionals afectats de la comunitat internacional segons se sol·liciti.
- Promoure i desenvolupar la comprensió de les lleis internacionals que sustenten el treball de l'Escut Blau
- Contribuir al desenvolupament de polítiques amb relació a les agendes de protecció cultural nacionals i internacionals, i promoure la seva implementació.
- Desenvolupar la política de l'Escut Blau, interpretar-la i implementar-la en l'àmbit nacional. BSI reconeix que el seu treball s'ha d'interpretar en un context nacional, tenint en compte la legislació i la política nacionals.
- Treballar amb socis per donar suport a les activitats de creació de capacitats i desenvolupar i oferir materials i cursos d'educació i formació en suport a les àrees d'activitat de Blue Shield.
- Coordinar el treball dels comitès nacionals de Blue Shield i els socis nacionals i internacionals. Blue Shield no funciona de manera aïllada. Els socis internacionals inclouen: UNESCO, ICA, ICOM, ICOMOS, IFLA i altres organitzacions internacionals del patrimoni; l'OTAN i altres forces multinacionals; i altres organitzacions internacionals implicades en la protecció dels béns culturals. Els socis nacionals inclouen: departaments governamentals, ministeris nacionals de defensa, unitats de resposta a emergències i altres organitzacions nacionals implicades en la CPP, com ara comitès nacionals o branques de l'ICA, l'ICOM, l'ICOMOS, l'IFLA i les comissions nacionals de la UNESCO.

L'Escut Blau va adoptar formalment l'enfocament de quatre nivells per a la protecció dels béns culturals en cas de conflicte armat a la seva Assemblea General de 2017, descrivint les quatre vegades en què els professionals del patrimoni pretenen treballar amb les forces armades per protegir els béns culturals.
Blue Shield International es compromet a oferir formació en protecció de béns culturals als membres de les forces armades d'arreu del món i inclou l'OTAN entre els seus socis. A més del seu treball amb l'OTAN, el 2017-2018, van contribuir a l'entrenament de les forces armades nacionals a Geòrgia, les forces de manteniment de la pau desplegades per Fiji, i van desenvolupar exercicis en un taller internacional a Àustria.

## Logotip

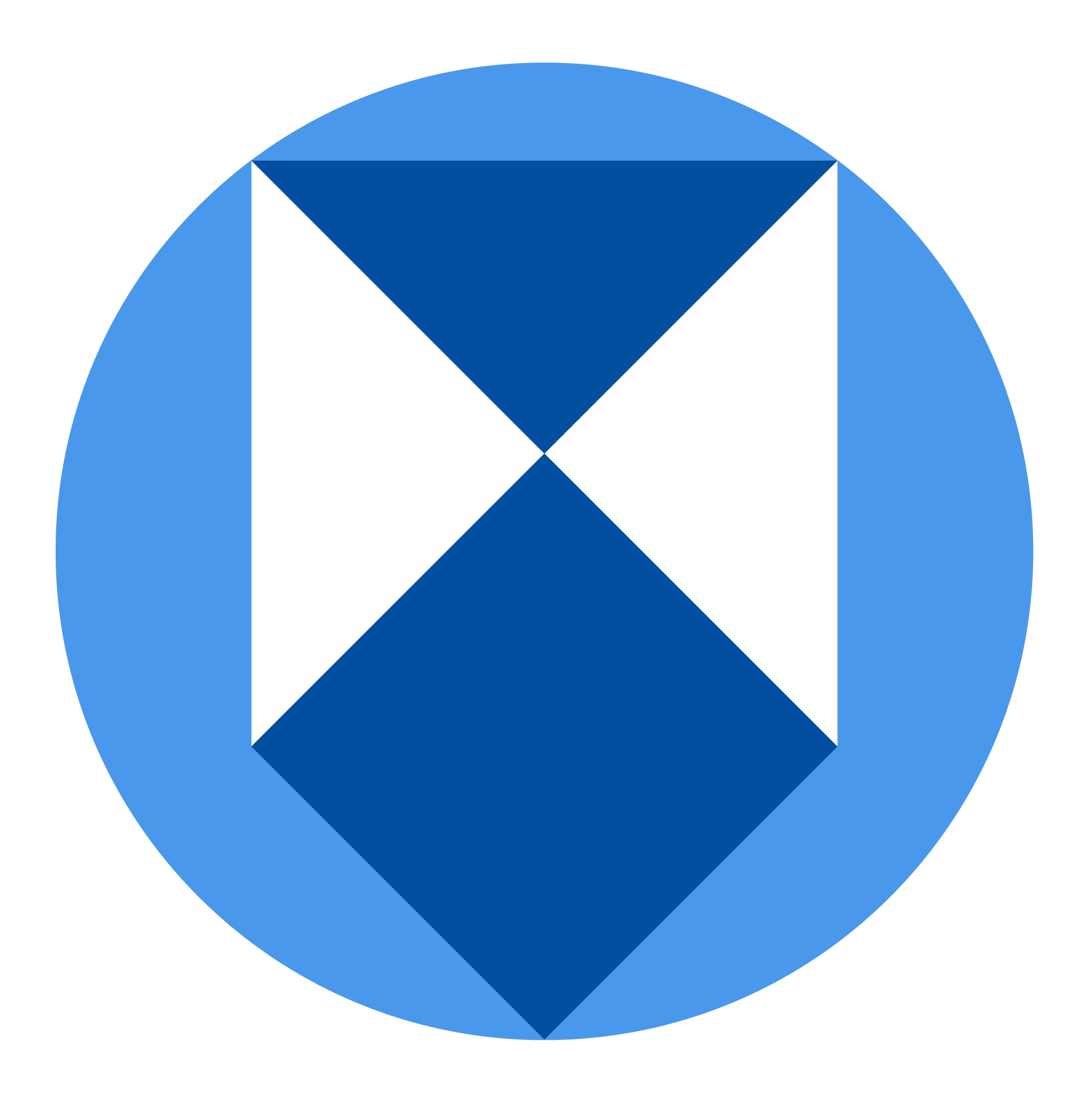
El logotip de Blue Shield va ser adoptat el 2018 per la Junta Internacional de Blue Shield, després de la fusió d'ICBS i ANCBS. Representa la Junta Internacional de Blue Shield i els comitès nacionals registrats oficialment de Blue Shield a tot el món.

L'ICBS va adoptar l'emblema de la Convenció de la Haia de 1954 que designa els béns culturals que haurien de ser protegits i per identificar els qui treballen per protegir-los: l'escut blau. L'emblema cultural és un símbol protector utilitzat durant els conflictes armats i el seu ús està restringit pel dret internacional. Per evitar confusions amb l'emblema, l'ANCBS va adoptar un nou símbol: van agafar l'emblema de la Convenció com a símbol de la seva tasca protectora, però van aclarir el blau reial i el van posar en un fons circular blau cian. L'objectiu principal de l'ANCBS era "Protegir el patrimoni cultural mundial durant les situacions d'emergència".
Quan ICBS i ANCBS es van fusionar el 2016, es va prendre la decisió de canviar de marca per simbolitzar la nova organització Blue Shield. El 2018, la Junta Internacional de Blue Shield va adoptar formalment un nou logotip. El logotip de l'escut blau és l'emblema de l'escut blau reial de la Convenció de la Haia de 1954, situat dins d'un cercle blau mitjà, que simbolitza tant les arrels de l'escut blau com el focus en la Convenció de la Haia i el conflicte armat, i l'àmbit més ampli que abasta avui. Com a part del canvi de marca, l'Escut Blau va canviar la seva línia a "Protegint el Patrimoni en Crisi".
El logotip de Blue Shield s'utilitza com a senyal visible per indicar la Junta Internacional de Blue Shield i mostra els comitès nacionals registrats oficialment de Blue Shield a tot el món. S'usaria sobretot per augmentar la visibilitat del nom i el logotip de l'organització Blue Shield enllaçant el seu nom i organització amb les activitats dels qui treballa.